# James Sumner
James Batcheller Sumner, född 19 november 1887 i Canton, Norfolk County, Massachusetts, död 12 augusti 1955 i Buffalo, Erie County, New York, var en amerikansk kemist, som var professor i biokemi vid Cornell University. Han var den förste som lyckades renframställa ett enzym (ureas) i kristallin form. År 1946 erhöll han, tillsammans med John Northrop och Wendell Stanley, Nobelpriset i kemi. Han var också den förste som bevisade att enzymer är proteiner.

## Biografi
Under en jakt vid 17 års ålder sköts Sumner av misstag av en följeslagare och som ett resultat måste hans vänstra arm amputeras strax under armbågen. Han hade varit vänsterhänt före olyckan, varefter han var tvungen att lära sig att göra saker med sin högra hand.
Sumner tog 1910 en kandidatexamen vid Harvard University där han lärde känna framstående kemister som Roger Adams, Farrington Daniels, Frank C. Whitmore, James Bryant Conant och Charles Loring Jackson. Efter en kort period av arbete i bomullsstickningsfabriken som ägdes av hans farbror accepterade han en lärartjänst vid Mount Allison University i Sackville, New Brunswick, Kanada.
År 1912 började han studera biokemi vid Harvard Medical School och tog 1914 sin doktorsexamen med Otto Folin som handledare. Han arbetade sedan som biträdande professor i biokemi vid Cornell Medical School i Ithaca, New York.
Sumner gifte sig med Cid Ricketts (född Bertha Louise Ricketts i Brookhaven, Mississippi) när hon gick på läkarskolan i Cornell. De gifte sig i juli 1915 och fick fyra barn, men skiljde sig 1930. År 1931 gifte sig Sumner med Agnes Lundkvist, men 1943 skilde de sig och senare samma år gifte han sig med Mary Beyer, med vilken han fick två barn.

## Karriär och vetenskapligt arbete
Det var 1917 i Cornell som Sumner började sin forskning om att isolera enzymer i ren form, en bedrift som aldrig hade uppnåtts tidigare. Enzymet han arbetade med var ureas, som han isolerade från jackbönor. Sumners arbete misslyckades i många år och många av hans kollegor var tveksamma och trodde att det han försökte uppnå var omöjligt, men 1926 visade han att ureas kunde isoleras och kristalliseras. Han åstadkom detta genom att blanda renat ureas med aceton och sedan kyla det, varigenom den kylda lösningen producerade kristalliserat ureas. Han kunde också genom kemiska tester visa att hans rena ureas var ett protein. Detta var det första experimentella beviset på att ett enzym är ett protein, en kontroversiell fråga vid den tiden.
Hans framgångsrika forskning förde honom till full professur vid Cornell 1929. Från 1924 låg hans laboratorium på andra våningen i den nya mejerivetenskapsbyggnaden, Stocking Hall (idag plats för livsmedelsvetenskap), i Cornell där han gjorde sin Nobelprisvinnande forskning. År 1937 lyckades han isolera och kristallisera ett andra enzym, katalas. Vid den här tiden hade John Howard Northrop från Rockefeller Institute tagit fram andra kristallina enzymer med liknande metoder, med början med pepsin 1929. Det hade blivit klart att Sumner hade utarbetat en allmän kristalliseringsmetod för enzymer, och också att alla enzymer är proteiner. 

## Utmärkelser och hedersbetygelser
- Guggenheimstipendiet,  1937[4]
- Nobelpriset i kemi, med  John Northrop och Wendell Stanley,  1946[8][9]
- Fellow of the American Academy of Arts and Sciences

[Redigera Wikidata]
År 1947 blev Sumner chef för Cornells enzymkemilaboratorium. Han valdes in i National Academy of Sciences 1948 och år 1949 valdes han till stipendiat av American Academy of Arts and Sciences.